# مد (الکترومغناطیس)
مُد (به انگلیسی: mode) سامانه‌های الکترومغناطیسی الگوی میدان امواج منتشر شده را توصیف می‌کند.: ۳۶۹ 
برخی از طبقه‌بندی‌های مُدهای الکترومغناطیسی عبارتند از:
- مُدها در موجبرها و خطوط انتقال. این مُدها مشابه مُدهای نرمال ارتعاش در سامانه‌های مکانیکی هستند:[۲]الف. ۴
  - مُدهای عرضی، مُدهایی که حداقل یکی از میدان‌های الکتریکی و میدان مغناطیسی را به‌طور کامل در جهت عرضی دارند.[۳]: ۵۲ 
    - مُد الکترومغناطیسی عرضی (TEM)، مانند یک موج فضای آزاد، هم میدان الکتریکی و هم میدان مغناطیسی کاملاً عرضی هستند.
    - مُدهای الکتریکی عرضی (TE)، فقط میدان الکتریکی کاملاً عرضی است. همچنین به عنوان مُد H برای نشان دادن وجود یک مولفه مغناطیسی طولی ذکر شده است.
    - مُدهای مغناطیسی عرضی (TM)، فقط میدان مغناطیسی کاملاً عرضی است. همچنین به عنوان مُد E برای نشان دادن وجود یک مولفه الکتریکی طولی ذکر شده است.

  - مُدهای الکترومغناطیسی ترکیبی (HEM)، هر دو میدان الکتریکی و مغناطیسی دارای یک مولفه در جهت طولی هستند. آنها را می‌توان به عنوان یک برهم‌نهی خطی از مُدهای TE و TM مربوطه تحلیل کرد.[۴]: ۵۵۰ 
    - مُدهای HE، مُدهای ترکیبی که در آن مولفه TE غالب است.
    - مُدهای EH، مُدهای ترکیبی که در آن مولفه TM غالب است.
    - مُدهای مقطع طولی[۵]: ۲۹۴ 
      - مُدهای الکتریکی مقطع طولی (LSE)، مُدهای ترکیبی که در آنها میدان الکتریکی در یکی از جهات عرضی صفر است.
      - مُدهای مغناطیسی مقطع طولی (LSM)، مُدهای ترکیبی که در آنها میدان مغناطیسی در یکی از جهات عرضی صفر است.

  - اصطلاح مُد-ویژه (به انگلیسی: eigenmode) هر دو به عنوان مترادف برای مُد استفاده می‌شود[۶]:۵٫۴٫۳ و به عنوان توابع ویژه در تحلیل بسط مُد-ویژه موجبرها.[۷]
    - به‌طور مشابه مُدهای طبیعی در روش بسط منفرد تحلیل موجبر و مُدهای مشخصه (به انگلیسی: characteristic modes) در تحلیل مُد مشخصه به وجود می‌آیند.[۷]
- مُدها در ساختارهای دیگر
  - مُدهای بلوخ، مُدهای امواج بلوخ; اینها در ساختارهای تکرار شونده دوره ای رخ می‌دهند.[۸]: ۲۹۱

نام مدها گاهی با پیشوند شِبه (به انگلیسی: quasi-) قرار می‌گیرند، به این معنی که مُد کاملاً خالص نیست. به عنوان مثال، مُد شبه TEM یک مولفه کوچک از میدان طولی دارد.: ۱۲۳ 

## یادداشت
1. ↑  جهت‌های طولی و عرضی گفته‌شده نسبت به جهت انتشار امواج هستند.